# Індонезія на літніх Олімпійських іграх 2012
Індонезія на літніх Олімпійських іграх 2012 була представлена 22 спортсменами у 8 видах спорту.

## Нагороди
| Медаль | Спортсмен      | Вид спорту     | Дисципліна      |
| ------ | -------------- | -------------- | --------------- |
| Срібло | Триятно        | Важка атлетика | Чоловіки, 69 кг |
| Бронза | Еко Юлі Іраван | Важка атлетика | Чоловіки, 62 кг |